# Zegris eupheme
Zegris eupheme är en fjärilsart som först beskrevs av Eugen Johann Christoph Esper 1804.  Zegris eupheme ingår i släktet Zegris och familjen vitfjärilar. Inga underarter finns listade i Catalogue of Life.

## Bildgalleri

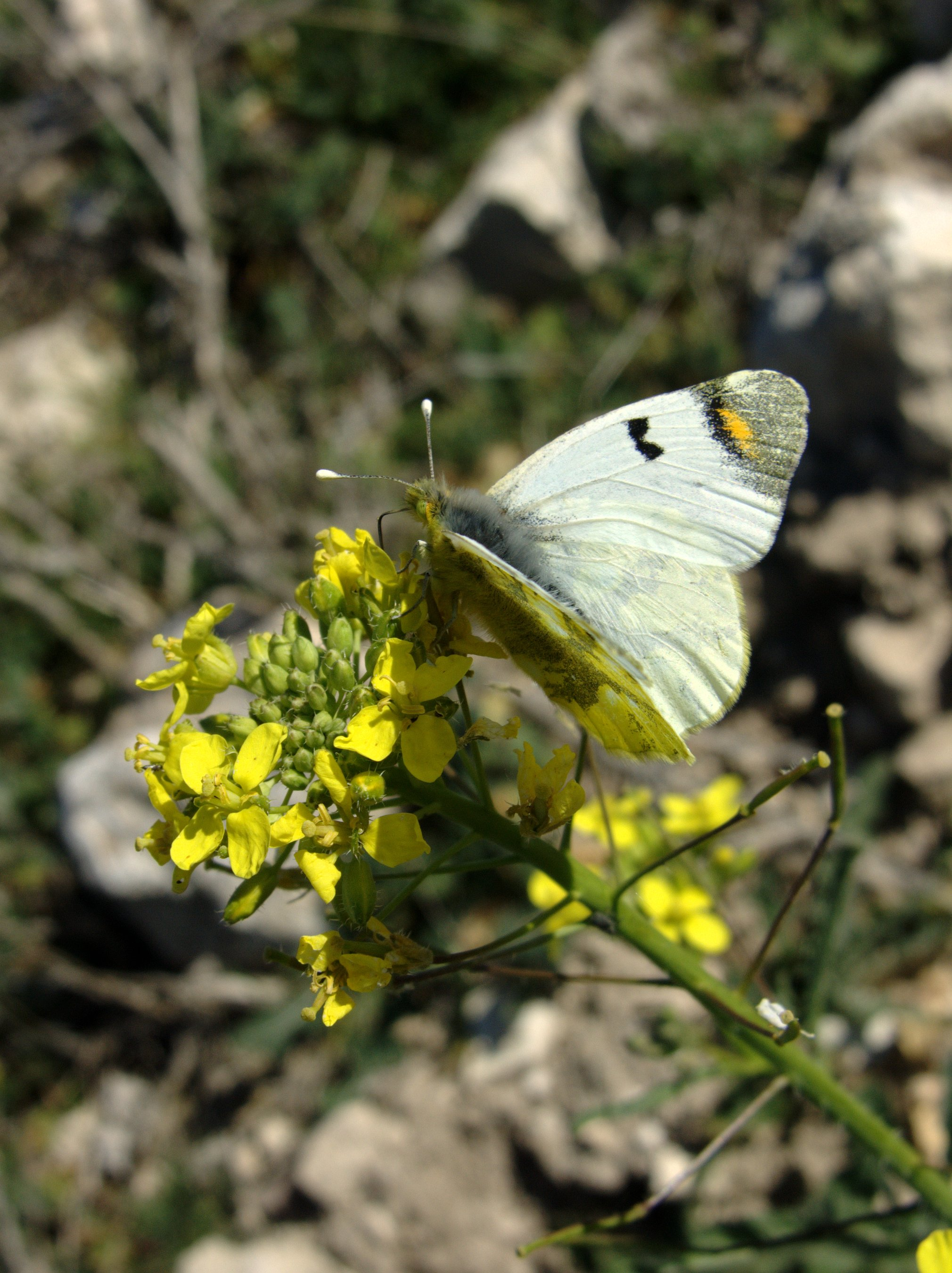